# Herbert Wagner (Präparator)
Herbert Wagner (* 8. Oktober 1930 in Laußnitz; † 27. Januar 2015 in Kamenz) war ein deutscher Präparator und Freizeitgeologe.
Der als Forschungspionier der Lausitzer Moldavite bekannte Herbert Wagner wurde 1930 in Laußnitz geboren. Der Präparator war jahrelanger Mitarbeiter des Museums der Westlausitz in Kamenz. Der geologisch interessierte Herbert Wagner fand 1972 auf dem Gelände des Kiestagebaus Ottendorf-Okrilla einen seiner ersten Moldavite. Dieses grüne Gestein wird einem Meteoriteneinschlag auf deutschem Gebiet zugeordnet, dem sogenannten Ries-Ereignis. Später konnte Wagner auch an anderen Stellen in der Lausitz das Vorkommen solcher, auch Tektite genannten Glassteine nachweisen. Er veröffentlichte zu diesem Thema einige wissenschaftliche Beiträge und wurde in einigen erwähnt. Das Museum für Mineralogie und Geologie Dresden würdigte Herbert Wagners Leistung 1999 in seiner Ausgabe Nr. 10.